# Campeonato Mundial de Lucha de 1997
El XLIX Campeonato Mundial de Lucha se realizó en tres sedes diferentes: la lucha grecorromana en Breslavia (Polonia) entre el 10 y el 13 de septiembre, la lucha libre masculina en Krasnoyarsk (Rusia) entre el 29 de agosto y el 1 de septiembre y la lucha libre femenina en Clermont-Ferrand (Francia) entre el 10 y el 12 de julio de 1997. Fue organizado por la Federación Internacional de Luchas Asociadas (FILA) y las correspondientes federaciones nacionales de los países sedes respectivos.

## Resultados

### Lucha grecorromana masculina
| Evento | Oro                              | Plata                           | Bronce                          |
| ------ | -------------------------------- | ------------------------------- | ------------------------------- |
| 54 kg  | Ercan Yıldız Turquía             | Vahan Dzhuharian Armenia        | Alfred Ter-Mkrtchyan · Alemania |
| 58 kg  | Yuri Melnichenko · Kazajistán    | Rafik Simonian · Rusia          | Armen Nazarian Bulgaria         |
| 63 kg  | Şeref Eroğlu Turquía             | Nikolai Monov · Rusia           | Włodzimierz Zawadzki · Polonia  |
| 69 kg  | Son Sang-Pil Corea del Sur       | Alexandr Tretiakov · Rusia      | Ender Memet · Rumania           |
| 76 kg  | Marko Yli-Hannuksela · Finlandia | Tamás Berzicza · Hungría        | Filiberto Azcuy Aguilera · Cuba |
| 85 kg  | Serguei Tsvir · Rusia            | Hamza Yerlikaya Turquía         | Thomas Zander · Alemania        |
| 97 kg  | Gogui Koguashvili · Rusia        | Anatoli Fedorenko · Bielorrusia | Andrzej Wroński · Polonia       |
| 130 kg | Alexandr Karelin · Rusia         | Mihály Deák-Bárdos · Hungría    | Héctor Milián Pérez · Cuba      |

### Lucha libre masculina
| Evento | Oro                               | Plata                          | Bronce                      |
| ------ | --------------------------------- | ------------------------------ | --------------------------- |
| 54 kg  | Wilfredo García Quintana · Cuba   | Jin Ju-Dong Corea del Norte    | Maulen Mamyrov · Kazajistán |
| 58 kg  | Mohamad Talaei Irán               | Ramil Islamov Uzbekistán       | Guivi Sissaouri · Canadá    |
| 63 kg  | Abas Hajkenari Irán               | Cary Kolat Estados Unidos      | Magomed Azizov · Rusia      |
| 69 kg  | Arayik Guevorguian Armenia        | Hwang Sang-Ho Corea del Sur    | Zaza Zazirov · Ucrania      |
| 76 kg  | Buvaisar Saitiyev · Rusia         | Alexander Leipold · Alemania   | Miroslav Gochev Bulgaria    |
| 85 kg  | Leslie Gutches Estados Unidos     | Eldar Asanov · Ucrania         | Alireza Heidari Irán        |
| 97 kg  | Kuramagomed Kuramagomedov · Rusia | Ahmet Doğu Turquía             | Eldar Kurtanidze Georgia    |
| 130 kg | Zekeriya Güçlü Turquía            | Alexis Rodríguez Valera · Cuba | David Musulbes · Rusia      |

### Lucha libre femenina
| Evento | Oro                          | Plata                            | Bronce                             |
| ------ | ---------------------------- | -------------------------------- | ---------------------------------- |
| 46 kg  | Zhong Xiue China             | Mette Barlie · Noruega           | Farah Touchi Francia               |
| 51 kg  | Joanna Piasecka · Polonia    | Shannon Williams Estados Unidos  | Miho Adachi Japón                  |
| 56 kg  | Anna Gomis Francia           | Mariko Shimizu Japón             | Sara Eriksson · Suecia             |
| 62 kg  | Lise Legrand Francia         | Stéphanie Groß · Alemania        | Małgorzata Bassa-Roguska · Polonia |
| 68 kg  | Christine Nordhagen · Canadá | Sandra Bacher Estados Unidos     | Nina Englich · Alemania            |
| 75 kg  | Kyoko Hamaguchi Japón        | Kristie Stenglein Estados Unidos | Liu Dongfeng China                 |

## Medallero
| Núm. | País            | Oro | Plata | Bronce | Total |
| ---- | --------------- | --- | ----- | ------ | ----- |
| 1    | Rusia           | 5   | 3     | 2      | 10    |
| 2    | Turquía         | 3   | 2     | 0      | 5     |
| 3    | Francia         | 2   | 0     | 1      | 3     |
| 3    | Irán            | 2   | 0     | 1      | 3     |
| 5    | Estados Unidos  | 1   | 4     | 0      | 5     |
| 6    | Japón           | 1   | 1     | 1      | 3     |
| 7    | Cuba            | 1   | 1     | 2      | 4     |
| 8    | Armenia         | 1   | 1     | 0      | 2     |
| 8    | Corea del Sur   | 1   | 1     | 0      | 2     |
| 10   | Polonia         | 1   | 0     | 3      | 4     |
| 11   | Canadá          | 1   | 0     | 1      | 2     |
| 11   | China           | 1   | 0     | 1      | 2     |
| 11   | Kazajistán      | 1   | 0     | 1      | 2     |
| 14   | Finlandia       | 1   | 0     | 0      | 1     |
| 15   | Alemania        | 0   | 2     | 3      | 5     |
| 16   | Hungría         | 0   | 2     | 0      | 2     |
| 17   | Ucrania         | 0   | 1     | 1      | 2     |
| 18   | Bielorrusia     | 0   | 1     | 0      | 1     |
| 18   | Corea del Norte | 0   | 1     | 0      | 1     |
| 18   | Noruega         | 0   | 1     | 0      | 1     |
| 18   | Uzbekistán      | 0   | 1     | 0      | 1     |
| 22   | Bulgaria        | 0   | 0     | 2      | 2     |
| 23   | Georgia         | 0   | 0     | 1      | 1     |
| 23   | Rumania         | 0   | 0     | 1      | 1     |
| 23   | Suecia          | 0   | 0     | 1      | 1     |
|      | TOTAL           | 22  | 22    | 22     | 66    |